# Frances Ginsberg
Frances Ginsberg (Saint Louis, Missouri, 11 de març de 1955 – El Bronx, Nova York, 24 de desembre de 2010) fou una cantant d'òpera estatunidenca. La revista Opera News la va descriure com a "una soprano lírica spinto de fort temperament amb un estil que la convertir en la favorita de l'audiència de la Òpera de la Ciutat de la Nova York i d'altres companyies d'òpera dels EUA en les dècades del 1980 i del 1990".

## Vida i carrera
Ginsberg va ser filla de pares jueus. En 1973 es va graduar a la Ladue Horton Watkins Institut de Ladue, Missouri, i en 1979 es va graduar en la Universitat de Kansas en teatre i cant. Després va prosseguir els seus estudis al Centre d'Artistes Estatunidencs de l'Òpera Lírica de Chicago. Més tard va estudiar en privat amb Carlo Bergonzi, Renata Tebaldi i Eve Queler. També va estudiar amb el director Marco Munari de La Scala, mentre ella vivia a Milà.
Sent encara una estudiant universitària, va fer el seu debut d'òpera professional el 1977 a la Òpera de Santa Fe (Nou Mèxic) com la modista en l'estrena als Estats Units de Il capello di paglia di Firenze de Nino Rota. El seu primer èxit important va tenir lloc el 1986 quan va fer el seu debut a l'Òpera de Ciutat de la Nova York (NYCO) en les funcions duals de Margherita i Elena en Mefistofele d'Arrigo Boito. Va aparèixer després amb la NYCO fent Donna Elvira de Don Giovanni de Wolfgang Amadeus Mozart, Mimì de La bohème de Giacomo Puccini, i Violetta en La traviata de Giuseppe Verdi. En 1990 va fer el seu debut al Metropolitan Opera de Nova York com Rosalinde en l'opereta Die Fledermaus de Johann Strauss fill.
Ginsberg va actuar amb altres companyies estatunidenques al llarg de la seva carrera, com ara l'Òpera de Cincinnati, Òpera de Fort Worth, Grand Opera de Houston, Òpera de Pittsburgh, Òpera de San Diego, Òpera de Santa Fe, Òpera de Utah i l'Òpera Nacional de Washington. Quant a actuactions internacionals, va fer aparicions amb, entre d'altres, l'Òpera de Niça, Opéra Reial de Wallonie, Òpera Escocesa i Òpera Nacional Gal·lesa. Va actuar en papers com ara Abigaille en Nabucco de Verdi, Amelia en Un ballo en maschera de Verdi, Cio-Cio-San en Madama Butterfly de Puccini, Desdemona en Otello de Verdi, Donna Anna en Don Giovanni, Elvira en Ernani de Verdi, Lady Macbeth en Macbeth de Verdi, Leonora en Il trovatore de Verdi, Leonora en La forza del destino de Verdi, Magda en La Rondine de Puccini, Nedda en Pagliacci de Ruggero Leoncavallo i els papers principals d'Aida de Verdi, Manon Lescaut de Puccini, Norma de Bellini i Tosca de Puccini.

## Mort
Frances Ginsberg va abandonar la seva carrera en 2007 després de ser diagnosticada d'un càncer ovàric. Va morir en 2010 als 55 anys en El Bronx (Riverdale), Nova York, de metàstasis de càncer ovàric al seu cervell i a la medul·la espinal.